# Maron (saint)
Maron ou Maroun est un prêtre et anachorète chrétien assyrien ayant vécu à la fin du IVe  et au début du Ve siècle. C'est un saint des Églises « chalcédoniennes », fêté le 9 février par l'Église maronite et le 14 février par l'Église orthodoxe. Le 9 février est fête nationale chômée au Liban.

## Biographie
Son existence historique est attestée par l'Histoire des moines de Syrie (ou Histoire philothée) de Théodoret de Cyr (§ 16, et § 21, 22 et 30 à propos de ses disciples Jacob, Thalassios ou Limnée, et Domnina), et d'autre part par une lettre que lui adressa Jean Chrysostome en 405 depuis son exil de Cucuse, en Arménie.
Selon Théodoret, Maron menait en plein air, près d'un ancien temple païen qu'il avait converti en église, une vie de pénitence, de guérisons et de prières. Il avait comme abri contre les ardeurs du soleil une tente en peau. L'austérité de sa vie et les miracles qu'il accomplissait le rendirent célèbre dans toute la Syrie, et beaucoup venaient à lui pour solliciter sa prière ou partager sa discipline. Ayant consacré une église, il était sûrement prêtre, et la lettre de Jean Chrysostome (très probablement adressée au même Maron) le qualifie de « prêtre et solitaire ».
Théodoret précise qu'à son époque la plupart des solitaires de la région de Cyr (dont il devint évêque en 423) étaient des disciples de Maron. Ce dernier était sûrement mort depuis un bon moment quand l'Histoire philothée fut écrite, vu les événements postérieurs au décès qui y sont rapportés : sans préciser d'ailleurs où se trouvait l'ermitage du saint, il indique qu'après sa mort sa dépouille fut l'objet d'un conflit entre les localités du voisinage, et que l'une d'elles, Barad, un gros village (κώμη πολυάνθρωπος), se l'appropria par la force et bâtit un grand sanctuaire pour l'y déposer et y organiser un pèlerinage, tout cela existant donc déjà à l'époque de la rédaction du texte.
Selon l'historien musulman du XIVe siècle Aboul Féda, l'empereur Marcien fit construire un monastère Saint-Maron près d'Apamée en la seconde année de son règne, soit en 452. Au milieu du Xe siècle, al-Mas'ûdî décrit un monastère rupestre dédié à saint Maron au bord de l'Oronte, à l'est de la ville d'Hermel ; il comprenait trois cents cellules de moines et possédait des richesses considérables, étant un lieu important de pèlerinage. Depuis l'été 2018, il est en voie de réhabilitation avec même une messe par jour prévue.

## Postérité
Le monastère Saint-Maron joua un grand rôle dans la Syrie chrétienne de l'Antiquité tardive. Aux VIe  et VIIe siècle, c'était un foyer de l'Église « chalcédonienne » officielle, opposée aux monophysites. En 517, il y eut un affrontement sanglant entre moines chalcédoniens et monophysites près de Shaizar (à l'époque Larissa), au cours duquel trois cent cinquante des premiers trouvèrent la mort (« martyrs » célébrés par l'Église maronite le 31 juillet). Cet épisode est rapporté par deux documents (un mémoire adressé au pape Hormisdas, et un autre aux évêques de la Syrie seconde, reproduit dans le premier canon du deuxième concile de Constantinople), et nous voyons que ces deux textes ont été rédigés par Alexandre, archimandrite de Saint-Maron, qui signe en premier.
Au concile tenu à Constantinople en 536 par le patriarche Mennas, qui condamna le monophysisme, le monastère Saint-Maron était représenté par l'apocrisiaire Paul, qui signe le premier parmi les moines de Syrie. L'empereur Justinien fit reconstruire le monastère (Procope de Césarée, De ædificiis, V, 9), et c'était alors l'établissement monastique le plus important de Syrie, son supérieur étant l'« exarque » des monastères de la province.
On conserve encore deux témoignages plus tardifs de controverses menées par les moines de Saint-Maron contre les monophysites : d'une part un échange de deux lettres entre les deux partis ayant eu lieu en 591, au temps du patriarche « jacobite » Pierre de Callinicum (lettres conservées dans le manuscrit syriaque BL Add. 12 155, fol. 103) ; d'autre part une dispute qui se tint en 659, à Damas, en présence du musulman Muawiya, alors gouverneur de Syrie, et qui est relatée dans la Chronique maronite conservée dans le manuscrit BL Add. 17 216, fol. 2-14.
Selon la chronique de Michel le Syrien (t. IV, p. 457-58), qui reproduit celle du patriarche Denys de Tell-Mahré (regn. 818-845), les moines de Saint-Maron rompirent avec l'Église byzantine en 727, quand des prisonniers byzantins des musulmans introduisirent en Syrie la doctrine du concile de Constantinople de 680, qui ne s'y était jusqu'alors pas imposée : les moines interprétèrent l'idée des deux volontés du Christ comme du nestorianisme et la rejetèrent. On distingua alors en Syrie, parmi les anciens « chalcédoniens », les « maronites » (monothélites) et les « maximites » (partisans de la théologie de Maxime le Confesseur). En 745, le patriarche Théophylacte Bar Qanbara (un « maximite », et argentier du calife Marwan II) mena une attaque contre le monastère Saint-Maron (Ibid., t. IV, p. 467).
On ignore quand exactement disparut le monastère Saint-Maron : le catholicos nestorien Timothée Ier adressa une lettre aux moines de l'établissement en 791 ; le patriarche jacobite Denys de Tell-Mahré, cité par Michel le Syrien, paraît le mentionner comme existant toujours. Il est probable qu'il fut détruit peu de temps avant le moment où écrivait al-Mas'ûdî (« par suite des incursions répétées des bédouins et des violences du sultan », dit-il, ce dernier étant apparemment un souverain de son époque). Selon les Annales du patriarche maronite Étienne Douaihy, le patriarcat maronite fut transféré au mont Liban en l'an 327 de l'Hégire, soit l'an 939 de l'ère chrétienne, ce qui correspond peut-être à la destruction du monastère Saint-Maron.
Le premier disciple de saint Maron qui s'installa au Liban fut, dès le Ve siècle, Abraham de Cyr, qui y établit une mission pour convertir les derniers païens d'origine phénicienne. Il semble qu'il y ait eu chez certains auteurs ayant traité des origines de l'Église maronite des confusions faites entre le saint Maron du début du Ve siècle et Jean Maron († 707), présenté traditionnellement comme le premier patriarche d'Antioche des Maronites (caractérisation elle-même douteuse). Eutychius d'Alexandrie (Annales, éd. Cheikho, CSCO, p. 210), dont al-Mas'ûdî paraît s'être inspiré, situe « Maron » au temps de l'empereur Maurice et lui attribue des positions monothélites, ce qui est un anachronisme.